# لوک پلاپ
لوک پلاپ (انگلیسی: Luke Plapp؛ زادهٔ ۲۵ دسامبر ۲۰۰۰) دوچرخه‌سوار اهل استرالیا است.
از باشگاه‌هایی که در آن بازی کرده‌است می‌توان به تیم اسکای اشاره کرد.
وی در مسابقات کشوری و بین‌المللی در مجموع برندهٔ ۱ مدال برنز شده‌است.